# Sanna kvinnor (1974)
Sanna kvinnor är en svensk TV-teateruppsättning från 1974 av Anne Charlotte Lefflers pjäs med samma namn. Pjäsen regisserades av Stig Ossian Ericson och i rollen som den auktoritäre familjefadern Pontus Bark ses Torsten Lilliecrona.

## Bakgrund
Sanna kvinnor gavs ursprungligen ut 1883 under namnet Anne Charlotte Edgren. Pjäsen hade urpremiär den 15 oktober samma år på Kungliga Dramatiska Teatern. Handlingen i dramat kretsar kring en lag från 1874, som gav en gift kvinna rätt att förvalta både egen lön och egendom. Pjäsen blev ett av 1880-talets mest omdiskuterade och uppförda dramer.

## Handling
Den auktoritäre familjefadern Pontus Bark (Torsten Lilliecrona) håller på att spela bort familjens alla tillgångar och sneglar därför på makan Julies (Gunn Wållgren) personliga förmögenhet. Denna har hon fått som en gåva hon fått av faster Malla och därför, enligt tidens lagar, själv får bestämma över. Julie är dock en lojal hustru som inte kan tänka sig att gå i clinch med maken. Det gör emellertid dottern Berta (Lena Granhagen) som slåss för jämställdhet och rättvisa.

## Rollista
- Torsten Lilliecrona – Pontus Bark
- Gunn Wållgren – Julie Bark, hans hustru
- Lena Granhagen – Berta, deras dotter
- Meg Westergren
- Kent Andersson
- Ingvar Hirdwall

## Om TV-pjäsen
Sanna kvinnor sändes ursprungligen den 20 mars 1974 i TV2. Den repriserades den 29 januari 2011.